# 아쿠아 알타

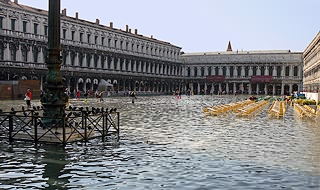
침수당한 산마르코 광장

아쿠아 알타(Acqua alta)는 원래 이탈리아어로 만조를 가리키는 말이지만, 이탈리아 북부 베네토주에서 아드리아해 북부에서 정기적으로 발생하는 이상 조위 현상을 말한다. 이 현상은 특히 수위가 높아지는 것은 베네치아 석호에서 베네치아와 키오자는 도시 내부까지 물이 침수될 수도 있다. 침수는 북부 아드리아 해 주변 그라도와 트리에스테 등의 도시에서도 드물게 관찰되고 있다. 이 현상은 주로 가을부터 봄에서 볼 수 있으며, 개펄로부터 외해에 물 유출을 막고 있는 바람이 평소보다 강하게 부는 것으로, 석호의 수량이 증가하고 거기에 만조가 겹쳐서 발생한다. 이 특수한 바람은 아드리아 해의 북쪽을 따라 부는 시로코과 보라 등의 계절풍이 베네치아 석호의 독특한 지형의 영향을 받는 것으로 일어난다.